# Polar (Schiff, 1977)
Die Polar ist eine 1977 gebaute Schoneryacht und fuhr zunächst als Anne Linde unter deutscher Flagge. 1983 erwarb die portugiesische Marine das Schiff und nutzt es seit 1985 als eines von drei Segelschulschiffen.

## Bau und technische Daten
Das Schiff ist ein verkleinerter Nachbau der amerikanischen Schoneryacht America von 1851, die den später nach ihr benannten America’s Cup gewann. Sie wurde 1977 auf der Werft Phoenix B. V. in Westerbroek bei Rotterdam gebaut und Anne Linde getauft. Sie ist über alles 29,90 Meter lang, 4,85 Meter breit, 2,85 Meter tief und ist mit 77 Tonnen vermessen. In ihrem Rigg können bis zu fünf Segel mit 304 m² gesetzt werden. Unter Segeln erreicht sie eine Geschwindigkeit von 9,5 Knoten, unter Motor – einem British Leyland–Dieselmotor mit 214 PS – 9,0 Knoten. Die Besatzung in der portugiesischen Marine besteht aus sieben Offizieren und Mannschaften sowie bis zu 12 Trainees.

## Geschichte

### Vom CharterschiffAnne Lindezum Tauschobjekt
Nach der Ablieferung wurde die Anne Linde in Viersen am Niederrhein registriert. Für den Zeitraum von 1977 bis 1982 ist nur bekannt, dass das Schiff für Charterreisen im Mittelmeer genutzt wurde.
1983 erwarb der Verein „Windjammer für Hamburg“ die Anne Linde. Sie behielt ihren Namen noch bis Oktober 1983, dann nutzte der Verein das Schiff als Tauschobjekt. Er war 1978 auf die frühere Rickmer Rickmers aufmerksam geworden, die sich heruntergekommen im Besitz der portugiesischen Marine befand, und tauschte die Anne Linde 1983 gegen den Großsegler.

### SegelschulschiffPolarder portugiesischen Marine
Die portugiesische Marine übernahm ihr neues Schiff am 21. Oktober 1983 und stellte es nach einer längeren Umbauphase auf der Werft H. Parry & Son im April 1985 als NRP Polar mit der Kennung A 5204 in Dienst. Sie ersetzte als Schulschiff die ehemalige Königsyacht Sirius. Die Namensgebung Polar erfolgte in Anlehnung an den Polarstern, der bei der Navigation zur Orientierung genutzt wird. Nach der Sagres und der Creoula ist sie das dritte Segelschulschiff der portugiesischen Marine.
In erster Linie verwendet die portugiesische Marine das Schiff für die Ausbildung des seemännischen Offiziersnachwuchses. Die Offiziersanwärter werden für Führungsaufgaben ausgebildet und müssen sich in diesen Funktionen bewähren. Für diese Aufgabe gehören neben sieben Offizieren und Mannschaften bis zu zwölf Trainees zur Besatzung. Dazu kommen repräsentative Aufgaben, zusätzlich findet das Schiff bei Prüfungen für Wassersportler Verwendung.
Ihre erste Ausbildungsfahrt unternahm die Polar noch im April 1985, die nach Spanien zur Marineschule, der Escuela Naval Militar, in Marín führte. 1992 begleitete die Polar eine Flotte von 109 Segelbooten aus Portugal zur Expo 92 in Spanien. 1994 führte sie eine weitere Fahrt nach Tanger in Marokko.